# سکولاریسم در اسرائیل
سکولاریسم در اسرائیل نشان می‌دهد که چگونه مسائل دینی و امور دولتی در داخل اسرائیل به هم مرتبط هستند. سکولاریسم به عنوان بی‌تفاوتی، طرد، یا حذف دین و ملاحظات مذهبی تعریف می‌شود. در اسراییل، این امر در مورد جامعه کاملاً سکولاری که خود را با هیچ دینی شناسایی نمی‌کند و جامعه سکولار درون جامعه یهودی صدق می‌کند. هنگامی که اسرائیل به عنوان یک کشور جدید در سال ۱۹۴۸ تأسیس شد، یک هویت یهودی جدید و متفاوت برای جمعیت تازه ایجاد شده اسرائیل شکل گرفت. این جمعیت با فرهنگ اسرائیلی و زبان عبری، تجربه آنها از هولوکاست، و نیاز به متحد شدن در برابر درگیری با همسایگان متخاصم در خاورمیانه تعریف شد.

## جدایی دین از دولت
وقتی تئودور هرتزل برای اولین بار ایده‌های خود را دربارهٔ صهیونیسم سیاسی مطرح کرد، انتظار داشت که دولت یهودی آینده یک دولت سکولار باشد، به سبک کشورهای اروپای مرکزی آن زمان، مانند آلمان و اتریش. با این حال، سیاست صهیونیستی و در نهایت اسرائیل به‌طور محکمی مبتنی بر ائتلاف بود. هنگامی که دیوید بن گوریون اولین نخست‌وزیر اسرائیل شد، اگرچه رئیس حزب بزرگ سوسیالیست بود، اما دولتی تشکیل داد که شامل احزاب مذهبی یهودی بود و در ایجاد رابطه بین دولت و نهادهای مذهبی خط معتدلی اتخاذ کرد، در عین حال به جایگاه خود به عنوان ارگان‌های دولتی ادامه دادند. برخی از اسرائیلی‌های سکولار به دلیل محدودیت‌های شدید مذهبی که بر آنها تحمیل شده‌است، احساس محدودیت می‌کنند. بسیاری از کسب‌وکارها در شبات تعطیل می‌شوند، از جمله ال عال، شرکت هواپیمایی پیشرو اسرائیل، به همراه بسیاری از وسایل حمل‌ونقل عمومی و رستوران‌ها.

### سیاست‌هایی که توسط رهبران مذهبی کنترل می‌شود
برای ازدواج رسمی در اسرائیل، یک زوج یهودی باید توسط یک خاخام ارتدکس ازدواج کنند. این مسئله همچنین در مواقعی که زوجی بخواهند طلاق بگیرند صدق می‌کند - آنها باید به شورای خاخامی رجوع کنند. از آنجایی که برخی از اسرائیلی‌های سکولار این قانون را نمی‌پسندند، گاهی اوقات برای ازدواج به خارج از کشور می‌روند، معمولاً در قبرس. ازدواج‌هایی که در خارج از کشور انجام می‌شود به عنوان ازدواج رسمی در اسرائیل به رسمیت شناخته می‌شود. همچنین، تمام مواد غذایی در پایگاه‌های ارتش و کافه تریاهای ساختمان‌های دولتی/ایالتی باید کوشر باشد.

### تأثیرات مذهبی در سیاست
بسیاری از نمادهای مذهبی به نمادهای ملی اسرائیل راه پیدا کرده‌اند. به عنوان مثال، پرچم کشور شبیه تالیت یا شال نماز است با خطوط آبی آن. نشان ملی منورا را نشان می‌دهد. سرود ملی اسرائیل شامل ارجاعات مذهبی است. «تا زمانی که روح یهود مشتاق است» و «امید دو هزار ساله» هر دو سطر در سرود «هاتیکوا» («امید») هستند. (هاتیکوا سالها قبل از تقسیم سازمان ملل متحد در سال ۱۹۴۸ که امکان تأسیس مجدد اسرائیل به عنوان یک دولت ملی را فراهم کرد، در مراسم دعای یهودیان خوانده می‌شد).
به عقیده بسیاری از مردم، به دلیل نقش عظیم دین در حکومت و سیاست، اسرائیل را نمی‌توان یک دولت سکولار به معنای رایج کلمه دانست.

## محل
در اسرائیل، سکولاریسم مراکز جمعیتی متفاوت است. برای مثال، تل آویو بیشتر سکولار در نظر گرفته می‌شود؛ بسیار بین‌المللی است، با هتل‌های مدرن، بوتیک‌ها، کافی‌شاپ‌ها و رویدادهایی با موسیقی بلند. به دلیل فقدان قیود مذهبی غیر یهودیان و یهودیان سکولار به یک اندازه در این شهر احساس راحتی می‌کنند. تل آویو شهری مدرن است که شبیه به یک شهر ساحلی در ایالات متحده مانند میامی، است و یکی از برترین شهرها برای مهمانی‌های شبانه در جهان محسوب می‌شود. این که بارها و کلوپ‌های شبانه تا سحر، حتی در شبات باز باشند معمولی است. برعکس، اورشلیم شهری بسیار مذهبی و محافظه‌کار است که جمعیت زیادی از یهودیان ارتدوکس (صهیونیست‌های مذهبی و همچنین اولترا ارتدوکس) دارد.

## تفاوت‌ها در جمعیت یهودیان
یهودیان سکولار ۴۱٫۴ درصد از جمعیت یهودیان را تشکیل می‌دهند، پس از آن یهودیان سنتی ۳۸٫۵ درصد از جمعیت را تشکیل می‌دهند و ۲۰ درصد باقیمانده را ارتدوکس‌ها و اولترا ارتدوکس‌ها تشکیل می‌دهند. در اسرائیل، تخمین زده می‌شود که ۷٫۶ درصد از جمعیت یهودیان را جنبش‌های اصلاح‌طلب و محافظه‌کار تشکیل می‌دهند، که نرخی به‌طور قابل‌توجهی کمتر از یهودیان دیاسپورا است.

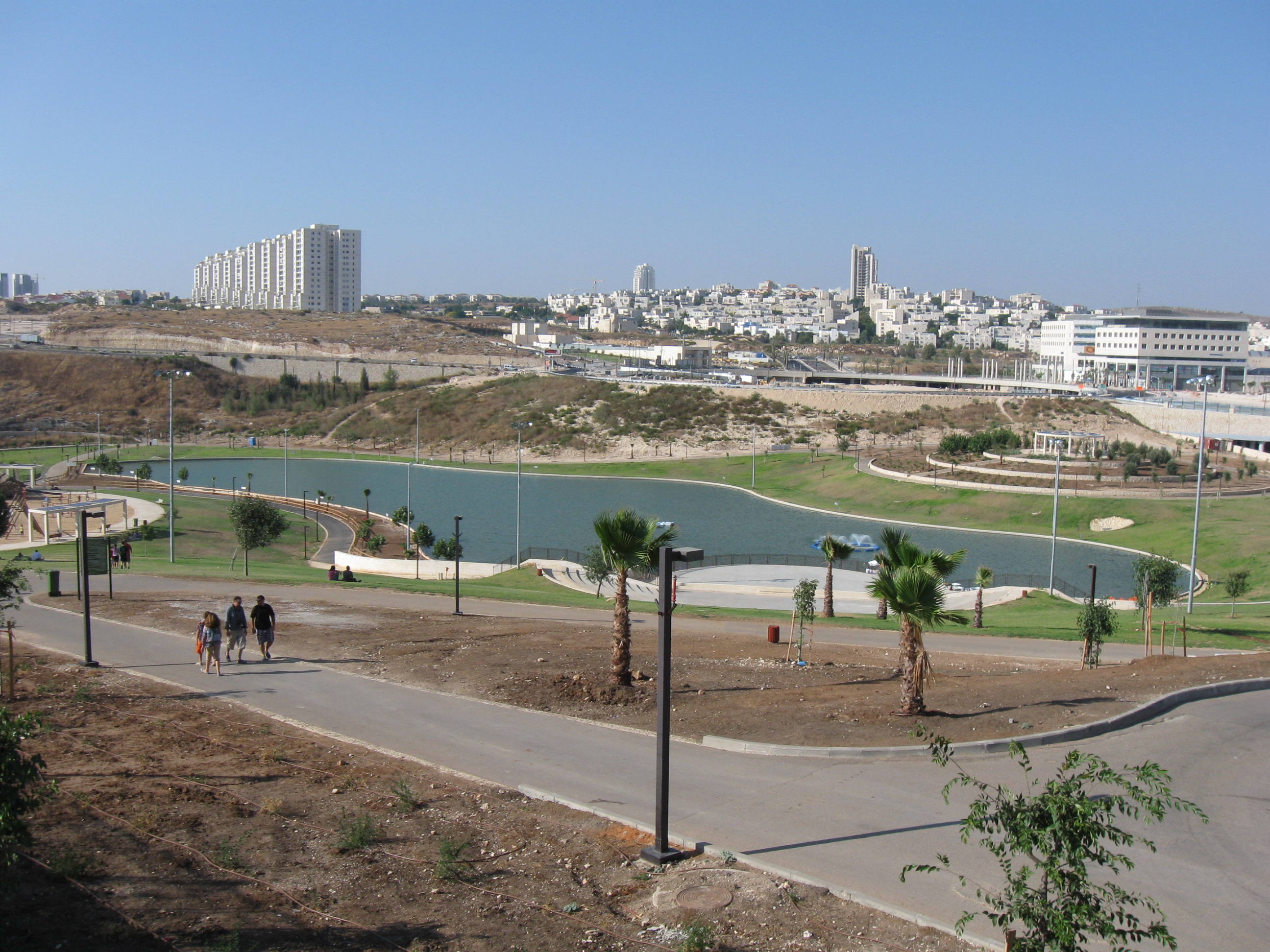
پارک عنابا در مدیین